# Ommatius floridensis
Ommatius floridensis là một loài ruồi trong họ Asilidae. Ommatius floridensis được Bullington & Lavigne miêu tả năm 1984. Loài này phân bố ở vùng Tân Bắc giới.